# Ramsès VII
Ramsès VII (Itamon Netjerhéqaiounou) est le sixième pharaon de la XXe dynastie, est le fils de Ramsès VI et de la reine Noubkheseb (ou Noubkhesbed). Il règne vers 1136 à 1128 avant l'ère commune, succèdant à son père et précédant Ramsès VIII qui pourrait être son oncle.

## Généalogie
Ramsès VII est le fils de Ramsès VI et Noubkheseb. Ramsès VII aurait eu un fils du nom de Ramsès, mais on ne connait pas le nom de son épouse,. Quoi qu'il en soit, ce n'est pas ce fils qui lui succède.

## Règne

### Durée de règne
La septième année de Ramsès VII est attestée dans l'ostracon O. Strasbourg h 84, qui est daté du 16e jour du IIe mois de Chémou de l'an VII. En 1980, Christopher J. Eyre a montré qu'un papyrus de l'an VIII appartenait au règne de Ramsès VII. Ce papyrus, P. Turin Cat. 1883 + 2095, daté du 25e jour du IVe mois de Chémou de l'an VIII (très probablement Ramsès VII), détaille l'enregistrement de la commande de travaux de cuivre et mentionne deux contremaîtres à Deir el-Médineh : Nekhemmout et Hor[mosé],. Le contremaître Hormosé n'avait été attesté en fonction que sous le règne de Ramsès IX, tandis que son père et prédécesseur à ce poste - un certain Ânkherkhâou - était en fonction depuis la deuxième décennie du règne de Ramsès III jusqu'à l'an IV de Ramsès VII, où il est montré agissant avec Nekhemmout et le scribe Horishéri. Le nouveau papyrus de l'an VIII prouverait qu'Hormosé a succédé à son père en tant que contremaître en l'an VIII de Ramsès VII. Dominique Valbelle considère l'attribution de ce document à Ramsès VII par C.J. Eyre comme incertaine puisque Hormosé n'a été attesté avec certitude qu'au cours des années VI et VII de Ramsès IX. Cependant, ce papyrus porte clairement le cartouche d'Ousermaâtrê Sétepenrê - le nom de Nesout-bity de Ramsès VII - à son début alors que le nom royal de Ramsès IX était Néferkarê - ce qui exclut que Ramsès IX soit le roi dont l'an VIII est enregistré dans le document P. Turin 1883 + 2095. La présence du contemporain d'Hormosé, le contremaître Nekhemmout, établit également que ce papyrus date du milieu de la XXe dynastie, très probablement du règne de Ramsès VII, puisque Nekhemmout est attesté en fonction « de la deuxième année de Ramsès IV à la dix-septième année de Ramsès IX ».
Étant donné que l'accession de Ramsès VII est connue pour avoir eu lieu vers la fin de troisième mois de Peret, le roi aurait régné sur l'Égypte pendant une période minimale de 7 ans et 5 mois lorsque ce document a été rédigé, à condition qu'il appartienne à son règne, comme cela semble probable d'après le nom royal donné dans le papyrus. L'égyptologue allemand Jürgen von Beckerath accepte également les preuves de C.J. Eyre selon lesquelles le 25e jour du IVe mois de Chémou de l'an VIII est la date la plus élevée connue de Ramsès VII. Cependant, la date d'accession de son successeur, Ramsès VIII, a été fixée par Amin Amer à une période de 8 mois entre le 2e jour du Ier mois de Peret et le 13e jour du Ier mois d'Akhet, soit cinq mois après la date du 25e jour du IVe mois de Chémou de l'an VIII de Ramsès VII. Par conséquent, si Ramsès VII n'est pas mort entre la courte période de 2 semaines comprise entre le 29e jour de Shemu IV et le 13e jour du Ier mois d'Akhet, ce pharaon aurait été sur le trône pendant au moins 4 mois supplémentaires jusqu'au 2e jour du Ier mois de Peret et aurait régné sur l'Égypte pendant 7 ans et 9 mois à sa mort (peut-être un peu plus longtemps s'il est mort après le 2e jour du Ier mois de Peret). Il est donc possible que Ramsès VII ait régné sur l'Égypte pendant près de 8 ans ; à l'heure actuelle, la durée certaine de son règne est de 7 ans et 5 mois.

### Activités

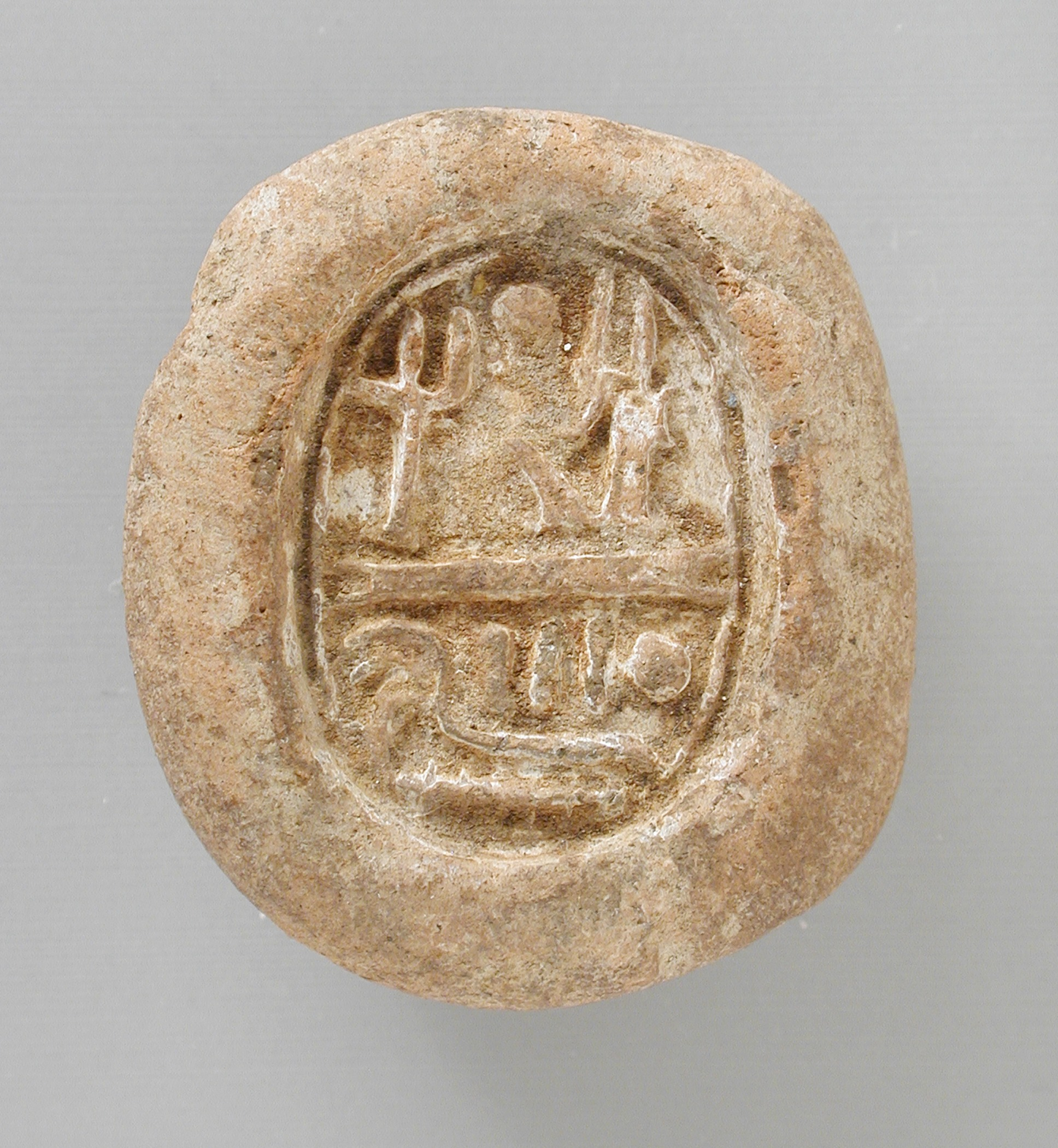
Sceau au nom de Ramsès VII.

Très peu de documents ont été préservés concernant ce règne et on sait peu d'autre chose sur ce pharaon et son règne. Sous le règne de Ramsès VII, la situation économique se dégrade et le prix du blé continue d’augmenter et le paiement des fonctionnaires comme des ouvriers est de plus en plus difficile. Parallèlement, le pouvoir des grands prêtres d'Amon grandit et s'étend sur une grande partie du territoire de la région. Cette situation alliant difficultés économiques et morcellement du pouvoir s'accentuera sous les règnes qui suivront celui de Ramsès VII. Les relations avec la Haute-Égypte sont peu attestées en dehors de quelques ostracons qui témoignent de la situation difficile dans laquelle l'institution de la tombe royale, dont les ouvriers habitaient le village des artisans de Deir el-Médineh.
Toutefois ces témoignages conservent l'existence de personnages qui traversent le règne et poursuivront leur carrière sous les règnes suivants.
La capitale du règne reste Pi-Ramsès dans le delta et il est probable que le roi séjourna dans les palais de Tell el-Yahoudieh, cité située entre Héliopolis et Pi-Ramsès, car un linteau portant ses cartouches y a été trouvé. De Memphis provient une statue porte-enseigne du roi, le roi y a également laissé ses cartouches sur des colonnes de Ramsès II.
Une stèle attestant du culte d'une statue du roi est conservée au National Gallery of Victoria de Melbourne en Australie. Le tableau de cette stèle représente Ramsès VII sous la forme d'une statue dans l'attitude la marche. Le roi est coiffé de la couronne blanche de Haute-Égypte, la hedjet, son bras droit replié sur le buste tient dans la main les sceptres Heka et Nekhekh et le bras gauche pendant tient dans la main un grand sceptre Ouser. Devant la représentation de la statue royale on trouve sur le signe du séma-taouy le double cartouche du roi donnant ses noms de couronnement. La provenance de cette stèle est inconnue mais est elle est à rapprocher d'une série de stèles semblables - datant notamment du règne de Ramsès II - retrouvées sur les sites de Qantir, l'antique Pi-Ramsès ou encore de Memphis qui font foi à l'époque ramesside du culte des colosses royaux dans ces cités.
Une statue en schiste noir d'une quarantaine de centimètres de hauteur, trouvée à Karnak, représente le roi debout dans l'attitude de la marche et présentant devant lui une statue du dieu Amon. Le roi est vêtu d'un pagne chendjit et coiffé d'une perruque civile dotée d'un uræus. Elle témoigne de l'intervention, même modeste, du roi dans le grand temple du dieu Amon. Cette statue est aujourd'hui conservée au Musée du Caire. Son nom a également été inscrit au niveau du passage du VIIe pylône.

### Enterrement d'un taureau Mnévis
Au cours du règne de Ramsès VII, un taureau Mnévis décède et le roi, à l'instar de ses prédécesseurs, procède à son inhumation dans la nécropole des taureaux sacrés d'Héliopolis. Pour ce faire, il fait bâtir un tombeau et une chapelle de culte qui a été mis au jour par Ahmed bey Kamāl en 1902 sur le site d'Arab el-Tawil situé au nord de l'enceinte principale de la cité du dieu soleil.
Le tombeau orienté vers le sud, soit vers le temple d'Atoum, est constitué d'une chambre de 5,86 m de largeur sur 7,79 m de longueur à laquelle on accède par une unique porte d'1,20 m de large. L'ensemble est couvert de relief représentant les divinités funéraires en présence du roi et du taureau Mnévis devenu le dieu Osiris-Mnévis. L'un de ces tableaux représente le roi faisant une offrande au taureau sacré, représenté couché sur un socle et encadré par les déesses Isis et Nephtys protégeant la momie du dieu défunt.
Au moment de l'ouverture du tombeau, dont il a fallu dégager les dix dalles massives qui en formaient le plafond, le caveau conservait encore les restes noyés dans l'eau de la momie de l'animal - réduite à l'état d'ossement - et du sarcophage en bois qui l'abritait. Au milieu des ossements brisés, témoignant que le tombeau avait été pillé dans l'antiquité, quelques éléments du viatique funéraire ont été retrouvés comme des scarabées et des éléments de bronze ayant appartenu au sarcophage. Dans les angles de la chambre funéraire ce sont dix canopes qui avaient été entreposés. Quatre exemplaires en albâtre sont probablement les canopes originaux du Mnévis enterré sous le règne de Ramsès VII. Les autres en calcaire, dont certains étaient anépigraphes, ont probablement été entreposés dans ce tombeau au moment de la restauration de la nécropole à la suite du pillage qu'elle subit à une époque indéterminée.
Cette découverte est précieuse car peu de tombeaux de Mnévis ont été mis au jour à Héliopolis. Celui de Ramsès VII est, en proportion et en qualité, digne d'un monument royal et les vestiges du mobilier qui accompagnait la dépouille du taureau sacré bien que ténus sont caractéristiques de ce que l'on sait des inhumations luxueuses dont bénéficiaient ces hypostases divines.

## Sépulture
Ramsès VII est enterré dans le tombeau KV1, dans la vallée des Rois. Ce tombeau de plan rectiligne et de petite dimension est resté inachevé, faits qui témoignent probablement de la situation économique difficile que connaît le pays à cette époque. Ce tombeau est connu depuis l'antiquité car il possède de nombreux graffitis grecs et coptes témoignant du passage de ces touristes de l'antiquité ou encore de la transformation du tombeau en habitation par les ermites chrétiens. Le tombeau a été pillé dès l'antiquité. La momie n’a toujours pas été retrouvée.

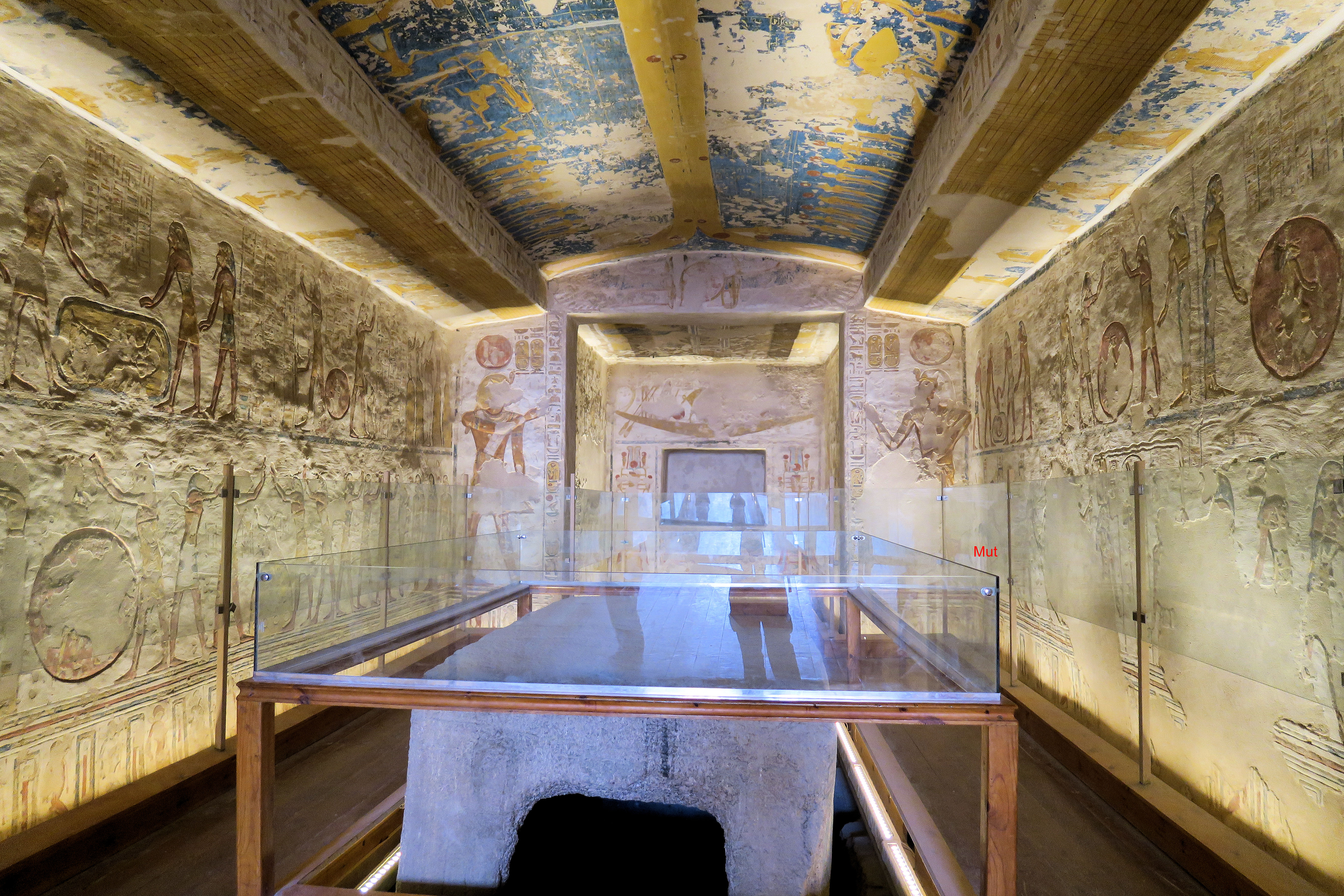
Sarcophage et reliefs funéraires de Ramsès VII dans son tombeau KV1.

Ce tombeau très modeste du pharaon fut cartographié pour la première fois en 1737/38 par Richard Pococke, mais il ne sera fouillé qu'en 1906 par Edward Russell Ayrton et encore très succinctement. Il faudra attendre 1983, 1984, 1990 et 1994 pour qu'il soit correctement étudié et dégagé par l'égyptologue Edwin C. Brock.
Des ouchebtis du roi ont été découverts à Thèbes mais aussi à Kaoua au fin fond de la Nubie.